# Prix Un certain regard
Le prix Un certain regard est une récompense décernée depuis 1998 à un des films de la sélection Un certain regard, une section de la sélection officielle du Festival de Cannes.
Il consiste en une aide à la distribution en France : 30 000 euros au distributeur français du film primé. Depuis 2005, le prix est doté par la Fondation Gan pour le cinéma. Il est attribué au meilleur film de la section.
Néanmoins, d'autres prix peuvent être remis par le jury Un certain regard. Le nombre et l'intitulé de ces prix spéciaux varie chaque année, selon le jury.

## Palmarès
En gras sont indiqués les films lauréats du prix Un certain regard. Les autres sont des prix spéciaux remis de façon irrégulière.
| Année                                | Titre                                       | Titre original                             | Réalisateur                                      | Pays                                                      | Intitulé des prix spéciaux                                                     |
| ------------------------------------ | ------------------------------------------- | ------------------------------------------ | ------------------------------------------------ | --------------------------------------------------------- | ------------------------------------------------------------------------------ |
| 1998                                 | Tueur à gages                               | Киллер                                     | Darezhan Omirbaev                                | Kazakhstan                                                |                                                                                |
| 1999                                 | Beautiful People                            |                                            | Jasmin Dizdar                                    | Royaume-Uni                                               |                                                                                |
| 2000                                 | Ce que je sais d'elle... d'un simple regard | Things you can tell just by looking at her | Rodrigo García                                   | États-Unis                                                |                                                                                |
| 2000                                 | La Vie peu ordinaire de Dona Linhares       | Eu Tu Eles                                 | Andrucha Waddington                              | Brésil                                                    | Mention spéciale                                                               |
| 2001                                 | Amour d'enfance                             |                                            | Yves Caumon                                      | France                                                    |                                                                                |
| 2002                                 | Blissfully Yours                            | สุดเสน่หา                                    | Apichatpong Weerasethakul                        | Thaïlande                                                 |                                                                                |
| 2003                                 | Nos meilleures années                       | La meglio gioventù                         | Marco Tullio Giordana                            | Italie                                                    |                                                                                |
| 2003                                 | Mille mois                                  |                                            | Faouzi Bensaïdi                                  | Maroc                                                     | Prix du premier regard                                                         |
| 2003                                 | Sang et Or                                  | طلای سرخ                                   | Jafar Panahi                                     | Iran                                                      | Prix du jury                                                                   |
| 2004                                 | Moolaadé                                    |                                            | Ousmane Sembène                                  | Sénégal                                                   |                                                                                |
| 2004                                 | Passages                                    | Lu Cheng                                   | Yang Chao                                        | Chine                                                     | Mention spéciale                                                               |
| 2004                                 | Whisky                                      |                                            | Juan Pablo Rebella et Pablo Stoll                | Uruguay                                                   | Prix du regard original                                                        |
| 2004                                 | Terre et Cendres                            | خاک و خاکستر                               | Atiq Rahimi                                      | Afghanistan                                               | Prix du regard vers l'avenir                                                   |
| 2005                                 | La Mort de Dante Lazarescu                  | Moartea domnului Lăzărescu                 | Cristi Puiu                                      | Roumanie                                                  |                                                                                |
| 2005                                 | Le Filmeur                                  |                                            | Alain Cavalier                                   | France                                                    | Prix de l'intimité                                                             |
| 2005                                 | Delwende                                    |                                            | Pierre Yameogo                                   | Burkina Faso                                              | Prix de l'espoir                                                               |
| 2006                                 | Voiture de luxe                             | 江城夏日                                   | Wang Chao                                        | Chine                                                     |                                                                                |
| 2006                                 | 10 canoës, 150 lances et 3 épouses          | Ten Canoes                                 | Rolf de Heer                                     | Australie                                                 | Prix spécial du jury                                                           |
| 2006                                 | Comment j'ai fêté la fin du monde           | Cum mi-am petrecut sfârşitul lumii         | Catalin Mitulescu                                | Roumanie                                                  | Prix d'interprétation féminine pour Dorotheea Petre                            |
| 2006                                 | Le Violon                                   | El violín                                  | Francisco Vargas                                 | Mexique                                                   | Prix d'interprétation masculine pour Ángel Tavira                              |
| 2006                                 | Meurtrières                                 |                                            | Patrick Grandperret                              | France                                                    | Prix du président du jury                                                      |
| 2007                                 | California Dreamin'                         | Nesfârşit                                  | Cristian Nemescu                                 | Roumanie                                                  |                                                                                |
| 2007                                 | Actrices                                    |                                            | Valeria Bruni Tedeschi                           | France                                                    | Prix spécial du jury                                                           |
| 2007                                 | La Visite de la fanfare                     | ביקור התזמורת                              | Eran Kolirin                                     | Israël                                                    | Coup de cœur du jury                                                           |
| 2008                                 | Tulpan                                      |                                            | Sergueï Dvortsevoï                               | Kazakhstan                                                |                                                                                |
| 2008                                 | Tokyo Sonata                                | トウキョウソナタ                           | Kiyoshi Kurosawa                                 | Japon                                                     | Prix du jury                                                                   |
| 2008                                 | Septième Ciel                               | Wolke Neun                                 | Andreas Dresen                                   | Allemagne                                                 | Coup de cœur du jury                                                           |
| 2008                                 | Tyson                                       |                                            | James Toback                                     | États-Unis                                                | Le K.O. du certain regard                                                      |
| 2008                                 | Johnny Mad Dog                              |                                            | Jean-Stéphane Sauvaire                           | Liberia                                                   | Prix de l'espoir                                                               |
| 2009,                                | Canine                                      | Κυνόδοντας                                 | Yórgos Lánthimos                                 | Grèce                                                     |                                                                                |
| 2009,                                | Policier, adjectif                          | Polițist, adjectiv                         | Corneliu Porumboiu                               | Roumanie                                                  | Prix du jury                                                                   |
| 2009,                                | Les Chats persans                           | کسی از گربه های ایرانی خبر نداره           | Bahman Ghobadi                                   | Iran                                                      | Prix spécial du jury                                                           |
| 2009,                                | Le Père de mes enfants                      |                                            | Mia Hansen-Løve                                  | France                                                    | Prix spécial du jury                                                           |
| 2010                                 | Hahaha                                      | 하하하                                     | Hong Sang-soo                                    | Corée du Sud                                              |                                                                                |
| 2010                                 | Octubre                                     |                                            | Daniel Vega, Diego Vega                          | Pérou                                                     | Prix du jury                                                                   |
| 2010                                 | Los labios (es)                             |                                            | Ivan Fund et Santiago Loza                       | Argentine                                                 | Prix d’interprétation féminine pour Adela Sánchez, Eva Bianco, Victoria Raposo |
| 2011                                 | Arirang                                     |                                            | Kim Ki-duk                                       | Corée du Sud                                              |                                                                                |
| 2011                                 | Pour lui                                    | Halt auf freier Strecke                    | Andreas Dresen                                   | Allemagne                                                 |                                                                                |
| 2011                                 | Elena                                       | Елена                                      | Andreï Zviaguintsev                              | Russie                                                    | Prix spécial du jury                                                           |
| 2011                                 | Au revoir                                   | Be omid e didar                            | Mohammad Rasoulof                                | Iran                                                      | Prix de la mise en scène                                                       |
| 2012                                 | Después de Lucía                            |                                            | Michel Franco                                    | Mexique                                                   |                                                                                |
| 2012                                 | Le Grand Soir                               |                                            | Benoît Delépine et Gustave Kervern               | France                                                    | Prix spécial du jury                                                           |
| 2012                                 | À perdre la raison                          |                                            | Joachim Lafosse                                  | Belgique                                                  | Prix d'interprétation féminine pour Émilie Dequenne                            |
| 2012                                 | Laurence Anyways                            |                                            | Xavier Dolan                                     | Canada                                                    | Prix d'interprétation féminine pour Suzanne Clément                            |
| 2012                                 | Djeca                                       |                                            | Aida Begić                                       | Bosnie-Herzégovine                                        | Mention spéciale                                                               |
| 2013                                 | L'Image manquante                           |                                            | Rithy Panh                                       | Cambodge                                                  |                                                                                |
| 2013                                 | Omar                                        | عمر                                        | Hany Abu-Assad                                   | Palestine                                                 | Prix spécial du jury                                                           |
| 2013                                 | L'Inconnu du lac                            |                                            | Alain Guiraudie                                  | France                                                    | Prix de la mise en scène                                                       |
| 2013                                 | Rêves d'or                                  | La jaula de oro                            | Diego Quemada-Díez                               | Mexique                                                   | Prix un certain talent pour l'ensemble des comédiens                           |
| 2013                                 | Fruitvale Station                           |                                            | Ryan Coogler                                     | États-Unis                                                | Prix de l'avenir                                                               |
| 2014                                 | White God                                   | Fehér Isten                                | Kornél Mundruczó                                 | Hongrie                                                   |                                                                                |
| 2014                                 | Snow Therapy                                | Turist                                     | Ruben Östlund                                    | Suède                                                     | Prix du jury                                                                   |
| 2014                                 | Le Sel de la Terre                          | The Salt of the Earth                      | Wim Wenders et Juliano Ribeiro Salgado           | Brésil                                                    | Prix spécial                                                                   |
| 2014                                 | Party Girl                                  |                                            | Marie Amachoukeli, Claire Burger et Samuel Theis | France                                                    | Prix d'ensemble                                                                |
| 2014                                 | Le Pays de Charlie                          | Charlie's Country                          | Rolf de Heer                                     | Australie                                                 | Prix du meilleur acteur pour David Gulpilil                                    |
| 2015                                 | Béliers                                     | Hrútar                                     | Grímur Hákonarson                                | Islande                                                   |                                                                                |
| 2015                                 | Soleil de plomb                             | Zvizdan                                    | Dalibor Matanić                                  | Croatie                                                   | Prix du jury                                                                   |
| 2015                                 | Nahid                                       |                                            | Ida Pananandeh                                   | Iran                                                      | Prix spécial « Un Certain Regard »                                             |
| 2015                                 | Masaan                                      | मसान                                        | Neeraj Ghaywan                                   | Inde                                                      | Prix spécial « Un Certain Regard »                                             |
| 2015                                 | Vers l'autre rive                           | 岸辺の旅, Kishibe no tabi                  | Kiyoshi Kurosawa                                 | Japon                                                     | Prix de la mise en scène                                                       |
| 2015                                 | Le Trésor                                   | Comoara                                    | Corneliu Porumboiu                               | Roumanie                                                  | Prix « Un Certain Talent »                                                     |
| 2016                                 | Olli Mäki                                   | Hymyilevä Mies                             | Juho Kuosmanen                                   | Finlande                                                  |                                                                                |
| 2016                                 | Harmonium                                   | Fuchi ni Tatsu                             | Kōji Fukada                                      | Japon                                                     | Prix du jury                                                                   |
| 2016                                 | La Tortue rouge                             | The Red Turtle                             | Michael Dudok de Wit                             | Pays-Bas                                                  | Prix spécial « Un Certain Regard »                                             |
| 2016                                 | Captain Fantastic                           |                                            | Matt Ross                                        | États-Unis                                                | Prix de la mise en scène                                                       |
| 2016                                 | Voir du pays                                |                                            | Delphine Coulin et Muriel Coulin                 | France                                                    | Prix du scénario                                                               |
| 2017                                 | Un homme intègre                            | لِرد, Lerd                                  | Mohammad Rasoulof                                | Iran                                                      |                                                                                |
| 2017                                 | Les Filles d'Avril                          | Las hijas de Abril                         | Michel Franco                                    | Mexique                                                   | Prix du jury                                                                   |
| 2017                                 | Wind River                                  |                                            | Taylor Sheridan                                  | États-Unis                                                | Prix de la mise en scène                                                       |
| 2017                                 | Barbara                                     |                                            | Mathieu Amalric                                  | France                                                    | Prix pour la poésie du cinéma                                                  |
| 2017                                 | Fortunata                                   |                                            | Sergio Castellitto                               | Italie                                                    | Prix d'interprétation pour Jasmine Trinca                                      |
| 2018                                 | Border                                      | Gräns                                      | Ali Abbasi                                       | Iran / Suède                                              |                                                                                |
| 2018                                 | Le Chant de la forêt                        | Chuva é cantoria na aldeia dos mortos      | João Salaviza et Renée Nader Messora             | Portugal / Brésil                                         | Prix du jury                                                                   |
| 2018                                 | Donbass                                     |                                            | Sergei Loznitsa                                  | Ukraine                                                   | Prix de la mise en scène                                                       |
| 2018                                 | Sofia                                       |                                            | Meryem Benm'Barek                                | Maroc                                                     | Prix du scénario                                                               |
| 2018                                 | Girl                                        |                                            | Lukas Dhont                                      | Belgique / Modèle:Pays-bas                                | Prix d'interprétation pour Victor Polster                                      |
| 2019                                 | La Vie invisible d'Eurídice Gusmão          | A Vida Invisível de Eurídice Gusmão        | Karim Aïnouz                                     | Brésil                                                    |                                                                                |
| 2019                                 | Viendra le feu                              | O que arde                                 | Oliver Laxe                                      | Espagne                                                   | Prix du jury                                                                   |
| 2019                                 | Une grande fille                            | Дылда                                      | Kantemir Balagov                                 | Russie                                                    | Prix de la mise en scène                                                       |
| 2019                                 | Liberté                                     | Personalien                                | Albert Serra                                     | Espagne                                                   | Prix spécial du jury                                                           |
| 2019                                 | Jeanne                                      |                                            | Bruno Dumont                                     | France                                                    | Prix spécial du jury                                                           |
| 2019                                 | La Femme de mon frère                       |                                            | Monia Chokri                                     | Canada                                                    | Prix Coup de cœur du jury                                                      |
| 2019                                 | The Climb                                   |                                            | Michael Covino                                   | États-Unis                                                | Prix Coup de cœur du jury                                                      |
| 2019                                 | Chambre 212                                 |                                            | Christophe Honoré                                | France                                                    | Prix d'interprétation pour Chiara Mastroianni                                  |
| 2021                                 | Les Poings desserrés                        | Разжимая кулаки, Razzhimaja kulaki         | Kira Kovalenko                                   | Russie                                                    |                                                                                |
| 2021                                 | Great Freedom                               | Große Freiheit                             | Sebastian Meise                                  | Autriche                                                  | Prix du jury                                                                   |
| 2021                                 | Bonne Mère                                  |                                            | Hafsia Herzi                                     | France                                                    | Prix d'Ensemble                                                                |
| 2021                                 | La Civil                                    |                                            | Teodora Ana Mihai                                | Roumanie                                                  | Prix de l'Audace                                                               |
| 2021                                 | Lamb                                        |                                            | Valdimar Jóhannsson                              | Islande                                                   | Prix de l'Originalité                                                          |
| 2021                                 | Noche de fuego (es)                         |                                            | Tatiana Huezo                                    | Mexique                                                   | Mention spéciale                                                               |
| 2022,                                | Les Pires                                   |                                            | Lise Akoka et Romane Guéret                      | France                                                    |                                                                                |
| 2022,                                | Harka                                       |                                            | Lotfy Nathan                                     | France Tunisie                                            | Prix de la meilleure performance pour Adam Bessa                               |
| 2022,                                | Joyland                                     |                                            | Saim Sadiq                                       | Pakistan                                                  | Prix du jury                                                                   |
| 2022,                                | Fièvre méditerranéenne                      |                                            | Maha Haj                                         | Palestine                                                 | Prix du meilleur scénario                                                      |
| 2022,                                | Rodéo                                       |                                            | Lola Quivoron                                    | France                                                    | Prix Coup de cœur                                                              |
| 2022,                                | Radio Metronom                              | Metronom                                   | Alexandru Belc                                   | Roumanie                                                  | Prix de la mise en scène                                                       |
| 2023                                 |                                             |                                            |                                                  |                                                           |                                                                                |
| How to Have Sex                      |                                             | Molly Manning Walker                       | Royaume-Uni                                      |                                                           |                                                                                |
| Augure                               |                                             | Baloji                                     | Belgique                                         | Prix de la nouvelle voix                                  |                                                                                |
| La Fleur de Buriti                   |                                             | João Salaviza et Renée Nader Messora       | Portugal                                         | Prix d'Ensemble                                           |                                                                                |
| Goodbye Julia                        |                                             | Mohammed Kordofani                         | Soudan                                           | Prix de la Liberté                                        |                                                                                |
| La Mère de tous les mensonges        |                                             | Asmae El Moudir                            | Maroc Qatar                                      | Prix de la mise en scène                                  |                                                                                |
| Les Meutes                           |                                             | Kamal Lazraq                               | Maroc                                            | Prix du Jury                                              |                                                                                |
| 2024                                 |                                             |                                            |                                                  |                                                           |                                                                                |
| Black Dog                            | 八佰                                        | Guan Hu                                    | Chine                                            |                                                           |                                                                                |
| L’Histoire de Souleymane             |                                             | Boris Lojkine                              | France                                           | Prix du Jury et prix du meilleur acteur pour Abou Sangaré |                                                                                |
| Les Damnés                           | The Damned                                  | Roberto Minervini                          | Italie                                           | Prix de la meilleure réalisation                          |                                                                                |
| On Becoming a Guinea Fowl            |                                             | Rungano Nyoni                              | Zambie                                           | Prix de la meilleure réalisation                          |                                                                                |
| The Shameless                        |                                             | Konstantin Bojanov                         | Bulgarie Inde                                    | Prix de la meilleure actrice pour Anasuya Sengupta        |                                                                                |
| Norah (en)                           |                                             | Tawfik Alzaidi (en)                        | Arabie saoudite                                  | Mention spéciale                                          |                                                                                |
| Vingt Dieux                          |                                             | Louise Courvoisier                         | France                                           | Prix de la jeunesse                                       |                                                                                |
| 2025                                 |                                             |                                            |                                                  |                                                           |                                                                                |
| Le Mystérieux Regard du flamant rose | La misteriosa mirada del flamenco           | Diego Céspedes                             | Chili France Allemagne Espagne Belgique          |                                                           |                                                                                |
| Un poète                             | Un poeta                                    | Simón Mesa Soto                            | Colombie                                         | Prix du Jury                                              |                                                                                |
| Once Upon a Time in Gaza             |                                             | Arab et Tarzan Nasser                      | Palestine                                        | Prix de la meilleure réalisation                          |                                                                                |
| Urchin                               |                                             | Harris Dickinson                           | Royaume-Uni                                      | Prix du meilleur acteur pour Frank Dillane                |                                                                                |
| Le Rire et le Couteau                | O riso e a faca                             | Pedro Pinho                                | Portugal                                         | Prix de la meilleure actrice pour Cleo Diára              |                                                                                |
| Pillion                              |                                             | Harry Lighton                              | Royaume-Uni                                      | Prix du meilleur scénario                                 |                                                                                |